# José Soledad Torres Castañeda
José Soledad de Jesús Torres Castañeda (29 de marzo de 1918-4 de marzo de 1967) fue el primer obispo de la Diócesis de Ciudad Obregón.

## Biografía
Nació en Río Grande, Zacatecas. Cursó la educación primaria en su pueblo natal. Posteriormente ingresó al Seminario de Durango. Fue ordenado sacerdote el 4 de abril de 1943; el día 8 del mismo mes y año ofició su cantamisa en la población donde nació. Ese mismo día fue nombrado vicario cooperador en una parroquia de Gómez Palacio, Durango, a cargo del sacerdote José Ángel Andrade, donde permaneció solamente un mes y seis días. El 14 de mayo de 1943 fue nombrado vicario cooperador de la parroquia de Río Grande, Zacatecas. El 7 de febrero de 1951, las autoridades eclesiásticas encabezadas por el arzobispo de Durango, José María González Valencia, lo nombraron párroco amovible y vicario foráneo de la parroquia de Tepehuanes, Durango, donde ejerció con celo apostólico y dinamismo su ministerio sacerdotal.
El 14 de octubre de 1955 recibió un nuevo nombramiento: párroco de la iglesia de Nuestra Señora de Guadalupe, en la ciudad de Gómez Palacio, Durango. Sirvió como presbítero durante un periodo de 16 años antes de su nombramiento episcopal.

### Nombramiento episcopal
Luego de observar y ponderar su entrega en el cargo anterior, sus superiores sugirieron a la Santa Sede, gobernada por el papa Juan XXIII (Angelo Roncalli), un ascenso hacia la dignidad episcopal.
La Diócesis de Ciudad Obregón fue erigida oficialmente el 20 de junio de 1959. Este acto eclesiástico de gran relevancia respondió al crecimiento de la población católica en el estado de Sonora, particularmente en el sur de esa entidad, y el Vaticano decidió esa estrategia de la Iglesia católica –la creación de una nueva diócesis– para expandir su alcance pastoral y su estructura administrativa en México. La fundación de una nueva diócesis subrayó la necesidad de un liderazgo espiritual más localizado y una atención pastoral dedicada a las comunidades emergentes.
Monseñor José Soledad de Jesús Torres Castañeda fue nombrado primer obispo de Ciudad Obregón el 28 de noviembre de 1959, apenas cinco meses después de la erección de la diócesis obregonense. Su consagración episcopal tuvo lugar el 25 de febrero de 1960, a cargo del arzobispo Luigi Raimondi, delegado apostólico del Vaticano en México, y como co-consagrantes, Antonio Guízar y Valencia, arzobispo de Chihuahua y Juan Navarrete Guerrero, entonces obispo de Hermosillo.
Este nombramiento le confirió la responsabilidad de establecer las estructuras fundamentales y la dirección espiritual de una diócesis incipiente.
Asistió como padre conciliar a las sesiones primera, segunda, tercera, y cuarta del Concilio Vaticano II, del 11 de octubre de 1962 al 8 de diciembre de 1965.
En la diócesis regida por él, dio particular impulso a los Caballeros de Colón, los Cursillos de Cristiandad, el Movimiento Familiar Cristiano, las Jornadas de Vida Cristiana, y la Milicia Eucarística de la Inmaculada. Fundó un colegio para niñas pobres y lo encomendó a las Religiosas de Santa Clara de Asís. A las Religiosas Misioneras de Bérriz, les encargó el Colegio de la Vera Cruz.

### Captura y asesinato
El 28 de febrero de 1967, el neopresbítero Rafael Gaytán (quien cuando era adolescente había sido convencido de ingresar al seminario por el entonces presbítero Torres Castañeda) ofició su cantamisa en Tepehuanes, Durango. Para asistir, el obispo José Soledad Torres Castañeda había abordado en Ciudad Obregón su automóvil Ford Galaxie 500 modelo 1966, el 26 de febrero de ese año, y llegó a Tepehuanes al día siguiente, a las cinco de la tarde. Luego de haber asistido el último día de febrero a la cantamisa de su amigo Gaytán, el 1 de marzo de 1967 el obispo le solicitó al párroco de Tepehuanes, Nicolás Nevárez, que lo llevara en la camioneta del propio Nevárez al pueblo de San José de la Boca, situado al oeste de la cabecera, en el mismo municipio de Tepehuanes, Durango. Nevárez se percató de que un automóvil Volkswagen Sedán rojo, ocupado por cinco individuos, los seguía a todas partes. El 2 de marzo, en el automóvil Ford Galaxie del prelado, se trasladaron hacia el noroeste, al pueblo de Carreras, también en el municipio de Tepehuanes. Al llegar allá, ya estaba en esa población el Volkswagen rojo. Ese mismo día el obispo condujo su automóvil, desde el pueblo de Tepehuanes hasta la ciudad de Durango, y ahí abordó un autobús hacia Gómez Palacio. Sus cinco futuros secuestradores viajaron en el mismo ómnibus. El 3 de marzo de 1967 el prelado regresó a Durango, la capital del estado; de nuevo, los cinco individuos que lo seguían abordaron el mismo autobús, por la tarde llegó a esa ciudad y fue a visitar a su hermana María Teresa Torres Castañeda, casada con Arturo Moreno Flores. A ella, un poco antes de las 22 horas, le dijo: "Oye, dame de comer, no he comido", y le informó que al día siguiente emprendería el viaje de retorno a Ciudad Obregón.
Poco después se dirigió al Hotel del Valle, que estaba por la calle Juárez de la capital estatal. Al día siguiente, 4 de marzo, muy temprano fue al mercado, a comprar comestibles, y luego emprendió el viaje de regreso a Ciudad Obregón, Sonora. Antes de llegar al Mirador de «El Espinazo del Diablo», por la Carretera Federal 40, en la Sierra Madre Occidental, muy cerca de la ranchería La Ermita, en el municipio de Pueblo Nuevo, Durango, el obispo fue interceptado por los ocupantes del Volkswagen rojo, del cual descendió Arturo Santos Estevané y subió al automóvil Ford Galaxie. Lo obligó a dar vuelta en "U", y regresar hacia el oriente. Luego lo llevaron a un paraje serrano oculto, y lo amarraron a un madroño. Posteriormente, Arturo Santos Estevané lo estranguló y lo remató de un fuerte golpe en la nuca con un instrumento punzocortante. Previamente los otros cuatro individuos –Pascual Nájera, Baldomero García, Jesús Castillo Mendoza, y Felipe Medrano y Medrano– se habían alejado; cuando regresaron, vieron que Estevané llevaba arrastrando el cadáver con un alambre para sepultarlo clandestinamente. En esto último le ayudaron los otros.

### Dos versiones del móvil de su homicidio
Algunos diarios, como La Prensa, dieron a conocer la versión de que la razón de su muerte había sido el robo de su automóvil, un Ford Galaxie 500 modelo 1966. Empero, otras publicaciones, como El Siglo de Torreón, señalaron que su homicidio fue realizado por encargo de los enemigos de la Iglesia, concretamente, los masones de Ciudad Obregón.

## Obra y legado
Monseñor Torres Castañeda resultó una figura fundamental en la historia eclesiástica de México, particularmente como el primer obispo de la Diócesis de Ciudad Obregón. Su extensa trayectoria sacerdotal lo preparó para la gran tarea de fundar y liderar una nueva jurisdicción eclesiástica. Su episcopado, aunque breve, se caracterizó por una profunda conexión con su feligresía y una activa participación en el Concilio Vaticano II, lo que sugiere una visión pastoral orientada a la renovación de la Iglesia.
A mediados del siglo XX, México se encontraba inmerso en un período de profundas transformaciones sociales, económicas y políticas. La Iglesia católica, habiendo forjado una compleja relación con el Estado posrevolucionario y secularizado, buscaba activamente reafirmar su presencia y adaptarse a las realidades modernas del país. Este escenario de cambio nacional se entrelazaba con un momento de renovación global para la Iglesia, marcado por la convocatoria del Concilio Vaticano II (1962-1965). Este concilio ecuménico representó un esfuerzo monumental para la Iglesia de reflexionar sobre sí misma, actualizar sus prácticas pastorales y fomentar un diálogo más profundo con el mundo contemporáneo. Comprender este doble contexto, tanto nacional como eclesiástico, es esencial para apreciar el entorno en el que el obispo José Soledad Torres Castañeda desarrolló su ministerio.
En este paisaje de evolución y desafíos, monseñor José Soledad Torres Castañeda emergió como una figura central, especialmente para la historia eclesiástica del estado de Sonora. Su nombramiento como el primer obispo de la recién erigida Diócesis de Ciudad Obregón no solo marcó un nuevo y significativo capítulo para la Iglesia católica en la región, sino que también lo posicionó como un pionero. Su vida, dedicada a la fe y al servicio de su comunidad, fue truncada de manera trágica por un asesinato que impactó profundamente a la nación y dejó una huella indeleble en la memoria de los fieles.
| Predecesor: diócesis creada el 20 de junio de 1959, según Bula «Cum petiisset» | Obispo de Ciudad Obregón 1960 - 1967 | Sucesor: Miguel González Ibarra |